# Состинські озера
45°21′ пн. ш. 45°36′ сх. д. / 45.35° пн. ш. 45.6° сх. д.
Состинські озера (рос. Состинские озёра) — велика природна озерна система у Калмикії, на південному заході Чорних Земель і у східній частині Кумо-Маницької западини. Состинські озера приурочені до гирла річки Східний Манич і є низкою водойм сполучених між собою русловими протоками. Деякі водойми мають рибогосподарська значення.
Найбільші озера: Кекю (20,8 км²), Колтан-Нур (9,12 км²), Состинське (7,37 км²) Харерга (5,82 км²), Кьок-Усн (4,85 км²), Можарське озеро (восточное) (4,27 км²), Матхір (4,07 км²), Торце (3,78 км²), Кіркіта (3,66 км²).

## Фізико-географічна характеристика

### Геоморфологія
Рельєф території сформувався у голоценовий період під впливом трансгресії Каспійського моря. Внаслідок реліктового походження прилеглі до озер грунти засолонени, а грунтові води сильно мінералізовані, глибина їх до 5 м.

### Гідрологія
Гідрологічний режим озер штучно-антропогенний. До 1970 року джерелами води в озерах служили атмосферні опади і весняний стік Східного Маничу. Після будівництва греблі Чограйського водосховища вода з нього стала надходити до Состинських озер, піднявши їх рівень і збільшивши площу. Первісна площа озер становила 68,1 км², до 1979 року вона збільшилася до 100 км². Площа озер безпосередньо залежить від обсягу води, що надходить з Чорноземельської зрошувально-обводнювальної системи. В 1996 році через скорочення обсягу вод, що скидаються їх площа становила 51,2 км², з них площа рибогосподарських водойм становила приблизно 29 км². В 1999 році цей показник знизився до 20 км².